# Násik
Násik (maráthsky नाशिक, hindsky नासिक, anglicky Nashik) je město v indickém svazovém státě Maháráštře. K roku 2011 měl Násik bezmála 1,5 miliónu obyvatel.

## Poloha
Násik leží na řece Gódávarí v severní části Západního Ghátu u západního kraje Dekánské plošiny. Od Bombaje, hlavního města Maháráštry, je vzdálen přibližně 165 kilometrů severovýchodně, od Dillí, hlavního města celé Indie, přibližně 1250 kilometrů jižně.

## Obyvatelstvo
Z hlediska náboženství převažují se zhruba 85 % hinduisté, počtem je následují stoupenci islámu (9 %) a buddhismu (3 %).
Nejpoužívanější jazyky jsou maráthština, hindština a urdština.

## Kultura
Násik je od roku 1987 sídelním městem Násické diecéze římskokatolické církve.